# Prudence Sekgodiso
Prudence Sekgodiso, née le 5 janvier 2002 à Johannesbourg, est une athlète sud-africaine, spécialiste du 800 mètres.

## Biographie
En 2019, elle remporte la médaille d'or du 800 m lors des championnats d'Afrique cadets à Abidjan.
Elle se classe 3e des championnats d'Afrique 2022 à Saint-Pierre et atteint les demi-finales des championnats du monde 2022 à Eugene.
Le 19 mai 2024, elle remporte le Meeting international Mohammed-VI à Marrakech en portant son record personnel à 1 min 57 s 26.

## Palmarès
| Date | Compétition                    | Lieu         | Résultat | Épreuve | Temps         |
| ---- | ------------------------------ | ------------ | -------- | ------- | ------------- |
| 2018 | Jeux africains de la jeunesse  | Alger        | 3e       | 800 m   | 2 min 10 s 62 |
| 2019 | Championnats d'Afrique U18     | Abidjan      | 1re      | 800 m   | 2 min 7 s 03  |
| 2022 | Championnats d'Afrique         | Saint-Pierre | 3e       | 800 m   | 2 min 3 s 46  |
| 2024 | Jeux olympiques                | Paris        | 8e       | 800 m   | 1 min 58 s 79 |
| 2025 | Championnats du monde en salle | Nankin       | 1re      | 800 m   | 1 min 58 s 40 |

## Records
| Épreuve | Temps         | Lieu      | Date        |
| ------- | ------------- | --------- | ----------- |
| 800 m   | 1 min 57 s 26 | Marrakech | 19 mai 2024 |